# Radio taisō
Radio taisō (ラジオ体操?, rajio taisō, letteralmente "esercizi ginnici via radio") è un termine che si riferisce alla ginnastica ritmica, popolare in Giappone, trasmessa attraverso programmi musicali dalla NHK Radio la mattina presto.

## Storia
Gli esercizi di radio taisō furono introdotti in Giappone nel 1928 come commemorazione dell'incoronazione dell'Imperatore Hirohito. L'idea di trasmettere via radio musica per accompagnare le ginnica prese spunto dalla radio americana, che trasmetteva quindici minuti di musica dalla Metropolitan Life Insurance Co. nelle città maggiori degli Stati Uniti. Impiegati dei servizi postali giapponesi che avevano visitato gli USA portarono l'idea in Giappone e da allora il fenomeno si diffuse. Durante gli anni trenta e quaranta questi esercizi diventarono molto comuni nelle aziende e nelle case dei giapponesi, per permettere loro di mantenersi in forma nonostante la vita sedentaria. Gli esercizi furono introdotti anche in altre nazioni del Pacifico, come Taiwan, Hong Kong e l'Indonesia, durante il periodo di occupazione militare o influenza politica giapponese.
Dopo la sconfitta del Giappone nel 1945 questo genere di trasmissioni fu bandito a causa del taglio giudicato eccessivamente militaristico, ma nel 1951 il programma fu reintrodotto dalla NHK radio con il supporto del ministro dell'educazione, del ministro della salute e delle associazioni giapponesi della Ginnastica e del Divertimento.

### In Cina
Esercizi del tipo di quelli proposti da radio taisō furono obbligatori in Cina fino al 2011. Introdotti nel 1951 sotto la presidenza di Mao Zedong vengono ora trasmessi dall'Amministrazione sportiva centrale dello Stato.

## Stato attuale
Poiché trasmesso dal 1928, Radio taisō è considerato il più longevo programma radiofonico al mondo. I suoi esercizi sono ancora una tra le attività favorite che le scuole praticano durante le Giornate dello sport. Tale forma di ginnastica è inoltre proposta delle aziende ai propri dipendenti, oltre che per motivi sanitari, anche per migliorarne l'umore e rafforzarne lo "spirito di squadra".